# Alibi (America)
Alibi è il nono album in studio del gruppo musicale statunitense America, pubblicato nel 1980.
Pur non passando del tutto inosservato alla sua uscita, per quanto riguarda le vendite, ottenne una affermazione di gran lunga maggiore poco più di un anno dopo, quando la band partecipò in qualità di ospite al 32º Festival di Sanremo presentando il singolo Survival, e facendo salire le vendite fino ai primi posti in entrambi i formati.

## Tracce
Lato A
1. Survival – 3:10 (Beckley)
2. Might Be Your Love – 3:40 (Bunnell)
3. Catch That Train – 2:58 (Beckley, Bunnell)
4. You Could've Been the One – 3:05 (John Batdorf, Sue Sheridan)
5. I Don't Believe in Miracles – 3:19 (Russ Ballard)

Lato B
1. I Do Believe in You – 3:45 (Steve George, John Lang, Jerry Manfredi, Richard Page)
2. Hangover – 3:41 (Bunnell)
3. Right Back to Me – 3:30 (Beckley)
4. Coastline – 3:26 (Beckley)
5. Valentine – 3:35 (Bunnell)
6. One in a Million – 2:52 (Beckley)